# Fater
Fater (oder Faterikus) war der 1. Abt des Stiftes Kremsmünster.

## Leben
Fater war der erste Abt des Stiftes Kremsmünster. Er wurde von Herzog Tassilo von Bayern persönlich als Abt des im Jahre 777 gegründeten Klosters eingesetzt. Er kam aus dem Kloster Niederaltaich und verwaltete das Amt bis zum Jahre 799.
Dies ist in der Stiftungsurkunde des Klosters Kremsmünster belegt, in der es heißt:
„…denn ich habe ein Kloster am Fluße, Krems genannt, zu Ehren des Heilandes gestiftet, und habe es Gott gewidmet und dem ich bei der Einweihung gegeben habe, was ich vermochte, wie wir es hier anmerken. Ich habe auch einen Abt, Namens Fater, mit den ihm zugeteilten Mönchen eingesetzt, dass diejenigen die an dem genannten ehrwürdigen Orte wohnen, ein geregeltes Leben führen. …“